# Palmarès mondial des 500
Le Palmarès mondial des 500 est un prix créé en 1987 par Programme des Nations unies pour l'environnement (PNUE), remis à des personnes ou des organisations à travers le monde pour récompenser leurs accomplissements dans le domaine environnemental. Les derniers prix ont été attribués en 2003, le palmarès étant remplacé par celui des Champions de la Terre à partir de 2005.

## Quelques lauréats
Entre 1987 et 2003, plus de 600 personnes et organisations ont été récompensées, par exemple :
- Nicanor Perlas ;
- Serge Antoine ;
- Brigitte Bardot ;
- les Amis de la Terre ;
- René Dumont ;
- Jacques-Yves Cousteau ;
- Greenpeace ;
- Time magazine ;
- Jimmy Carter ;
- Robert Redford ;
- Esther Peter-Davis.

## Lauréats par année

### 1987
Sekkou Zouha, Zhen-Lin Zhang, Bruno P. Zehnder, Marinos Yeroulanos, Worldwide Fund for Nature, World Association of Girl Guides and Girl Scouts, Paul Winter, Wildlife Clubs of Kenya, Joe Walulya-Mukasa, Aminata Wade, Lily Venizelos, Tsitsi Vangili, UNEPCOM, George H. Tomlinson, Anitra Thorhaug, Peter S. Thacher, Maurice Strong, Marion Stoddart, Stichting Werkgroep Behoud Tropisch Regenwoud, Chodchoy Sophonpanich, Ben Soans, Ully Sigar, Jill Sheppard, Philip Shabecoff, Sahabat Alam, Omda Sabil, Margaret Robertson, Robert Redford, Peter Raven, Gabor Racz, Carlos Pizani, Claiborne Pell, Bernard Lédéa Ouédraogo, The Nature Conservancy, National Geographic Society, Wlodzimierz Michajlow, Chico Mendes, Igor Mann, George Livanos, Guy Lionnet, Geoffrey Lean, Thomas Landgren, King Mahendra Trust for Nature Conservation, Sophia Wambui Kiarie, Mugamir Eisa Khalifa, Mohamed Kassas, Mr. G. V. and Mrs. K. Karlekar, Abdullahi Karani, Petar Jovanovic, Instituto Forestal Latinoamericano, Satu Huttunen, Soichiro Honda, Sir Edmund Hillary, René Daniel Haller, Grupo de los Cien, Green Great Wall Group, Green Belt Movement (Wangari Maathai), Juan Grau, Joseph Glascott, Grigory Galazii, Fundación para la Defensa de la Naturaleza, Fundación para la Defensa del Ambiente (FUNAM), Fundación Natura, Vladimir Flint, Environmental Management Journal, Diario El Comercio, Bedrettin Dalan, Luc Cuyvers, Herman Contraries Manfredi, College of African Wildlife Management, Brian Clark, China Environmental News (CEN), Caribbean Conservation Association, Charles Caccia, Gro Harlem Brundtland, Bob Brown, Lester R. Brown, Francis Boateng, Chandiprasad Bhatt, Bellerive Foundation, Bamburi Portland Cement Ltd., David Attenborough, Asociación Peruana para la Conservación de la Naturaleza, George W. Archibald, Arab Office for Youth and Environment (AOYE), Azaria Alon, Anil Agarwal

### 1988
Nicholas Zalaoras, Organisation mondiale du mouvement scout, World Assembly of Youth (WAY),
David Balcombe Wingate,
Gilbert F. White,
Richard A. Vollenweider,
Turkish Association for Conservation of Nature and Natural Resources,
Foune Traore,
Edward L. Towle,
Sione Latuila Tongilava,
Normita Thongtham,
Anna Teixeira,
Chamlong Srimuang,
Irina Vasilevna Springuel,
James G. Speth,
Victoria Sotiriadou,
Song Hak Yun,
Vladimir Evgenievich Sokolov,
Otto Soemarwoto,
Shanyi Village,
Seychelles Islands Foundation,
Colette Serruya,
Pablo Sánchez,
Rauno Ruuhijarvi,
F. Sherwood Rowland,
Celso Roque,
Bruce Rich,
Terence Evezard Reilly,
Valentin Raspoutine,
Dina Iosifovna Protsenko,
Karl Partsch,
Park Ro-Kyeong,
Krishnakumar Panday,
María Teresa Ortiz,
Perez Olindo,
Shigeyuki Okajima,
Oficina Nacional de Evaluación de Recursos Naturales (ONERN),
Hideo Obara,
Natural Resources Defense Council (NRDC),
Pisit Na Patalung,
Norman Myers,
T. Muller,
Bruno Messerli,
Abdelwaheb Marrakchi,
Marevivo,
Pierre Malychef,
Andrew et Kate Lipkis, 
Shuangliang Li,
Aila Inkero Keto,
Shecou-Bah Kabba,
Peter Jones,
David Edward James,
INUIT Regional Conservation Strategy for the Arctic,
International Youth Federation (IYF),
Institute of Desert Research,
Victoria Husband,
Martin Wyatt Holdgate,
Catherine Hicks,
Ivan L. Head,
Paul Harrison (pantheist),
Miguel Grinberg,
Greenpeace International,
Murray Gell-Mann,
Theodor Geisel,
Maumoon Abdul Gayoom,
Franjo Gasparovic,
Garoua College of Wildlife,
Anwar Fazal,
Joseph C. Farman,
Olfat Dessouky El-Sebaie,
Gerald Durrell,
Paljor Dorje,
Dominica Conservation Association,
Andreas Demetrion Demetropoulos,
Sheila Gwennifer Davis,
Czech National Union of Nature,
Jacques-Yves Cousteau,
Conservation International,
Gabriel L. Charles,
Cetacean Society International,
Centre for Science and Environment,
Catherine Caufield,
Jimmy Carter,
Mohammad Ilyas Burney,
Idelisa Bonnelly de Calventi,
Michel Batisse,
Mohamed Siad Barre,
Irma Allen,
Saeed Mohamed Al-Haffar,
Badria Abdullah Al-Awadi,
Adebayo Adeola,
Yasin El Hag Abdin,
Beyene Abadi

### 1989
Nancy Pearlman,
Julia Hailes,
Friends of Trees of Living Beings,
Nijaz Abadzic,
Martin Abraham,
Ahmed Abdel Rahman Al-Agib,
Abdulbar Al-Gain,
Jassim Mohammad Al-Hassan,
Gaetano Allotta,
Amasachina Self-Help Association,
Amigos Da Natureza,
Les Amis de la Terre,
Australian Commission for the Future Ltd.,
Rita Barron,
Parbati Baruah,
Kamal H. Batanouny,
Purevjavyn Bayarsaikhan,
Alexander Bonilla,
François Bourlière,
Paul Adrian Brodeur,
Kenneth A. Brynaert,
Paul John Butler,
CARE-International,
Chengdu Zoo,
Anthony Brian Cleaver,
Commonwealth Scientific and Industrial Research Organisation (CSIRO),
Whina Cooper,
Michel Courtot,
Rogelio Cova,
Maitraye Devi,
Dogal Hayati Koruma Dernegi (DHKD),
Nikolai Nikolaevich Drozdov,
Milo Dunphy,
Educational Communications,
Anne Howland Ehrlich,
Paul R. Ehrlich,
Fatma El-Gohary,
Anton Eliassen,
John Elkington,
Environmental Committee of Limassol,
Environmental Education Leading Group of Chaozhou City,
Bu Eroh,
Barbara Y. E. Pyle

### 1990
Arthur H. Westing,
Mallika Wanigasundara,
Maria Aida Velasquez,
UNESCO Club of the University of Yaounde,
The Una Emeralds Society,
Margaret Thatcher,
Phra Ajahn Pongsak Tejadhammo,
Bassirou Tall,
Sayyid Shabib Bin Taimour,
Godofredo Stutzin,
Snake in the Grass Moving Theatre,
John Sinclair,
Kantilal Jivan Shah,
Roque Sevilla,
Klaus Scharmer,
Chae Shik Rho,
Fiona Reynolds,
Iosefatu Reti,
Raulino Reitz,
Population and Community Development Association,
Vasiliy Peskov,
Paulinho Paiakan,
Gunavantrai Oza,
Michael A. N. Odula,
Mark Dokotela Ncube,
National Mobilization Programme,
Christine Milne,
Anna H. Merz,
David McTaggart,
Elizabeth May,
Jom Malai,
James Lovelock,
Joseph T. Ling,
Dean Lindo,
Sietz A. Leeflang,
Philippe Lebreton,
Laurel Springs School,
Winfried Lang,
Roberto M. Klein,
Kitakyushu City,
Philip Rivogbe Kio,
Kerala Sastra Sahitya Parishad,
Milton M. Kaufmann,
Kazi Zaker Hussain,
Riel Huaorani,
High Country News,
Heheng Village,
Mish Hashimoto,
Niki Goulandris,
Michael Glantz,
Dhrubajyoti Ghosh,
Kathryn S. Fuller,
Ivan Fonseca,
José Jaime Flota,
Fabio Jose Feldmann,
Jairo Escobar,
Hussain Muhammad Ershad,
Mark Edwards,
Ecology Law Quarterly,
Rene Dumont,
Barbara d'Achille,
Club des Amis de la Nature,
Erlangen,
Chatichai Choonhavan,
Chongololo And Conservation Clubs of Zambia,
Children's Alliance for the Protection of the Environment,
Reid A. Bryson,
Bombay Natural History Society,
Enrique Beltran,
David James Bellamy,
Jean M. Belanger,
Adel Awad,
Arthur Beresford Archer,
Roula Angelakis-Malakis,
Mary Zanoni Allegretti,
Alcoa of Australia Limited,
Michael Alexandrovitch Zablotsky,
Ram Prit Yadav,
Michael Werikhe,
David Alexander Weir,
Robert T. Watson,
Stephen S. Wanje,
Valentin V. Voloshin,
Ven Kirantidiye Pannasekera,
Vlassis Vellopoulos,
Josef Velek,
Krisna Tamrakar,
Robert Swan,
David T. Suzuki,
Thodoros Skoulikidis,
Andrew Augustus Simmons,
Sawroop Krishna Sharma,
Leonard Schwartz,
Pierre Schram,
Richard Sandbrook,
Jose Manuel Salazar,
Felix Augustine Ryan,
Felix Yakovlevich Rovinsky,
Basil Allen Rossi,
Anita Roddick,
Robert Richter,
G. Radhamohan,
Pokret Gorana Srbije,
Philippine Foundation of Rural Broadcasters,
Pemasky - Kuna Wildlands Project,
David William Pearce,
Chang-Keun Park,
Ontario Public Interest Research Group,
Joseph R. O'Neal,
Nyakima Gitiri Women's Group,
Pamuchigere Nembire,
Brian Morton,
Raúl Montenegro,
Edgardo Mondolfi,
Mario J. Molina,
Harekala Moideen,
Daniel arap Moi,
Carlos Minc Baumfeld,
Margaret Mee,
Donald McMichael,
Uri Marinov,
Nicos Margaris,
Pierre Gustave Lequeux, Leichtmetallgesellschaft Mbh (LMG),
Hugh Lamprey,
Alphonse Lafontaine,
Sook Pyo Kwon,
Shomb Sultan Khan,
Luis Sumar Kalinowski,
Roger James,
Hiroyuki Ishi,
Alexander Sergeevich Isaev,
Institute of Tropical Forestry,
Sidney Holt,
David L. Holm,
Andrew D. Holleman,
Thilo Walter Hoffman,
Gome Gnohite Hilaire,
Hetian County Government,
Richard A. Hellman,
John Fagan Handley,
Youssef Halim,
Edgardo Gómez,
Germán García-Duran,
Joaquín Fonseca,
Florence Fisher,
Gert Roland Fischer

### 1991
Xiao Zhang Zhuang Village,
Jun Ui,
Crispin Tickell,
Starkist Seafood Company,
Tiahoga Ruge,
Eduardo Del Rio (Rius),
Yung-Hee Rho,
M. K. Ranjitsinh,
Maritza Pulido-Santana,
Jonathon Porritt,
Nicholas Polunin,
Roger Payne,
Geoffrey Palmer,
Adama Ouedraogo,
Vereniging Ode, Organisatie Voor,
Nyamuniwa Nyamunda,
Seub Nakhasathien,
Ahmad Abu Musa,
Claude Michel,
Norman James Melrose,
Peter Matthiessen,
Malayan Nature Society,
Robert Glenn Ketchum,
Yolanda Kakabadse,
Gochoogin Jamts,
Hoogovens Aluminium,
Donald James Henry,
Parviez Hassan,
Julian Gonsalves,
Bjorn Olov Gillberg,
I. T. Frolov,
Walter Atilio Fontana,
Alegría Fonseca Barrera,
Fleurir Maurice Committee M.G.T.O.,
Philip Martin Fearnside,
Malin Falkenmark,
Environment Telephone of Vereniging,
Herbert Jose de Souza,
Keith Frederick Corbett,
Conservation Council of New Brunswick,
Chul-Whan Cha,
Lynton Keith Caldwell,
Jim Brandenburg,
Gertrude Duby Blom,
Prince Bernhard des Pays-Bas,
BAUM,
Biplab Bhushan Basu,
Joaquín Araujo,
Murlidhar,
Mohamed Zahir, Vivian John Wilson, Davi Kopenawa Yanomami

### 1992
Abdullatif K. Youssef,
Women of Mupata Village,
Erna Witoelar,
Pravit Tomyavit,
The Xian Eco-Animal Breeding Farm,
Dutch Cyclists Union (Fietsersbondenfb),
Bjoern Strandli,
Sri Lanka Journalists Forum,
Southern Women against Toxics,
Société pour la protection de la nature en Israël,
Eung-Bai Shin,
Daphne Sheldrick,
Shanglijia Village,
Mukhtar Shakhanov,
Anesia do Amaral Schmidt,
Taisitiroo Satoo,
M. A. Partha Sarathy,
Saenaua Women's Association,
V. I. Joy Royes,
Charlotte Rajeriarison,
Vo Quy,
Quercus,
Suryo Wardhoyo Prawiroatmodjo,
Participatory Development Forum (PDF),
Paasban / Family Planning Association,
NIKA - Magazine of the Czech Union for Nature and Conservation,
Nigerian Conservation Foundation,
Josip Movčan,
Hasna J. Moudud,
Veer Bhadra Mishra,
Shirley McGreal,
Mary McGillicuddy-Sheehy,
Colleen McCrory,
J. Michael McCloskey,
Mathare Youth Sports Association (MYSA),
Gladys Khangwayini Mashinini,
Torsten Malmberg,
Susan Mahon,
Mateo J. Magarinos De Mello,
Thomas Lovejoy,
U. B. Lindstrom,
Oliver Henry Knowles,
Ashok Khosla / Development Alternatives,
Hayrettin Karaca,
Zhang Jia-Shun,
Kazuo Hishida,
Jorge Ignacio Hernández Camacho,
Edwige Guillon,
Legeia González L.,
Golden Hope Plantations Berhad,
Herbert Girardet,
Perin Savakshaw Fitter,
Ranjen Lalith Fernando,
Salwa Osman Ebeid,
Earthwatch Radio, Francesco di Castri, Tuenjai Deetes, Rose Cotta, CODDEFFAGOLF, Maria V. Cherkasova, Jorge Cappato, Robert Peter Burton, Michael Bloomfield, George Benneh, Charley Barretto, Brigitte Bardot, Baha'i Vocational Institute For Women, Association nationale des pionniers de reboisement, Pablo Amaringo, Miguel Alvarez del Toro, Roland Albignac, Ahmed Abdel-Wahab Abdel-Gawaad, Dharman Wickremeratne

### 1993
Youth Nature Conservationist Centre - WOLVES,
Aika Tsubota,
Macon L. Terry,
Nafisa Shah,
Nyahode Union Learning Centre,
Inter College,
Chandra Degia and Jimmy Brown,
Severn Cullis-Suzuki,
ARCHIPEL,
Time Magazine,
The Tengtou Village,
Vandana Shiva,
Phornthep Phornprapha,
Esther Peter-Davis,
Otil a Beluad, Nancy Lee Nash, Theodore Monod, M. C. Mehta,
Jesús Estudillo López, Susan Lakhan, Valery P. Kukhar,
Ian Bruce Carrick Kiernan,
Calestous Juma,
Sara Akbar, Jeff Gibbs, Birute Galdikas, Hafidi My El-Mehdi,
Freddy Ehlers, Ecover, Tsevegyn Davaajamts, CHASKI Children's Magazine,
Luis Bustamante, Tom Burke, Rosalie Bertell, Mark Attwater, Ndyakira Ntamuhirra Amooti

### 1994
The Municipal Ecologic Brigade, Kids for Coral, Omar Castillo Gallegos, Fundación Ecológica Arcoiris, CenterStage Children's Theatre Troupe, Zulekha Ali, Zhongwei Gusha Forestry Farm, Edgar Wayburn, Leonie Vejjajiva, Bernadette Vallely, Brenda and Robert Vale, The Chosun Ilbo, Josef Tamir, Richard Evans Schultes, Nicanor Perlas, Gonzalo Palomino, Garth Owen-Smith et Margaret Jacobsohn, Nikita Nikolaevich Moiseyev, Lillehammer Olympic Organizing Committee and Project for an Environment-Friendly Olympics, Marie-Paul Labey, Osamu Kobayashi, Joseph Makabuza Kabirizi, Roefie Hueting, John Houghton, Gustav Harmer, Masazumi Harada, Molly R. Gaskin, Fundación Peruana para la Conservación de la Naturaleza, Paul Ekins, Karen Eckert, Duc d'Édimbourg, The Ghandruk Conservation and Development Committee, Yul Choi, Jesus Arias Chavez, Raffi Cavoukian, José Pedro Castro, Sama Siama Banya, Seth Sunday Ajayi, Lorraine Adams

### 1995
Young Pioneers Environmental Monitoring Station of Daxinglu Primary School, Second Creek Environment Project, Humphrey Bheki Mvula, Green Machine Nature Conservation Club, Robert D. Dyer, Association for the Protection of the Environment, Alwan-Al-Teif, Yokkaichi et Kanshi Kato, Kyung-Sun Won, Ron G. Watkins, Trees for Africa, Television Trust for the Environment (TVE), Safina Z. Siddiqi, George B. Schaller, Serigne Samb, Queen Noor of Jordan, Ricardo A. Navarro, George Monbiot, Anna and Livio Michelini, Tamas Lantos, M. Krishnan, Janis and Bob Jones, Robert John Filmer, Bernardo P. Ferraz, Marti Boada, The Bangkok Post, Father Balemans

### 1996
Fatih Yilmaz,
Wahn Lee,
A High School Student Group of Junior Journalists for Environment,
Herederos del Planeta,
Nergis Yazgan,
Tatyana Fyodorovna Stepanenko,
Ken Saro-Wiwa,
Environment 2000 Foundation,
Sonia Regina de Brito Pereira,
Bahuddin Hi Pabbite,
Akio Morishima,
Danuse Kvasnickova,
Veit Koester,
Rampa and Tom Hormel,
Carlos Roberto Hasbun,
Tansu Gurpinar,
Garanti Bank T.A.S.,
Miguel A. Reynal,
Earth Love Fund,
Paul Josef Crutzen,
Lalita Balakrishnan

### 1997
Young Leaders, Health Messengers Association, Carolina Garcia Travesi, Oposa Group, Xialu Township, Jan C. Van der Leun, Ube City, Swire Group, The Nation (Thailand), Kook-Hyun Moon, Theo Manuel,
Sang-Hyun Kim,
Edward Solon Hagedorn,
Jane Goodall,
Zsuzsa Foltanyi,
Lilian Corra,
Ki-Chel Choi,
Joon-Yuep Cha,
Centro Salvadoreño de Tecnología Apropiada,
BBC World Service Education Department,
Siti Aminah, Jon Tinker

### 1998
Red Scarf Environmental Protection Action Group,
Akima Paul, Leave It To Us Junior Board, Hellenic Marine Environment Protection,
Ecole Propre/Ecole Verte, P. B. K. L. Agyirey-Kwakye,
Yiannakis D. Potamitis, Œuvre de Bienfaisance pour Haiti (OBH),
Zygfryd Nowak, Don Merton, Anne Mearns, Yongshun Ma, Yuri Mikhailovich Luzhkov, Fyodor Konyukhov, Jae-Bum Kim, Greening Australia, Yasuo Goto, Sylvia Earle, Valeriy Demyanenko, Melih Boydak, Stephen O. Andersen, Mike Anane, Aga Akbar

### 1999
Water Partnership Project, Eastville Primary School & John Graham Primary School, Kruti Parekh, Junior Eco-Club, Toyota, Masayuki Tanaka, Verna Simpson, Russian Association of the Indigenous Peoples of the North (RAIPON), Pennsylvania Senior Environment Corps (PaSEC), Makoto Numata, Capt. C. P. Krishnan Nair, Sampson Osew Larbi, Global Environmental Action, Kenneth L. Chamberlain, Vilmar Sidnei Demamam Berna, All-China Women's Federation, Bebe Arcifa Khan-Ajodha

### 2000
Globetree Foundation, BUNDjugend, Conservation Volunteers Australia, Carlos de Prada, Mei Ng, Reuben Americo Marti, Las Piñas, Robert M. Hager, Fuji Xerox Australia, Phil Fontaine, Chumbe Island Coral Park Ltd (CHICOP), Chimfunshi Wildlife Orphanage Trust, Asbjorn Bjorgvinsson, Anyamathanha Nepabunna Community

### 2001
Yayasan Anak Warisan Alam (YAWA, Malasia), Jean-Dominic Lévesque-René (Canada), Khohlooa, Matholoana and Lesotho Herdboys, Jose Marti Pioneer Organization, Evergreen Club of Ghana, Arunee Dejdamrongsakkul (Thailand), Triciclo (Italy), Sydney Olympic Organizing Committee for the Olympic Games and the Olympic Coordinating Authority, Oscar Ravera (Italy), Jung Hee Park (Republic of Korea), Sven-Olof Lindblad (Switzerland), Loren Legarda, Jiro Kondo, Chan Eng Heng and Liew Hock Chark (Malasia), Frederick Gikandi (Kenya), Environmental Investigation Agency (EIA), Dalian Municipal Government, Cubasolar Cuban Society for the Protection of Renewable Energy

### 2002
Princesse Basma bint Talal de Jordanie, Amazon Conservation Team (ACT), Aohanqi Chifeng City of Inner Mongolia, Fondo Ecuatoriano Populorum Progressio (Ecuador), Shenzhen, Tabigat Ecological Union (Kazakhstan), Eco-Walk Children of Baguio City, Joventude Ecologica Angolana (JEA, Angola)

### 2003
Bangladesh Environmental Lawyers Association (BELA), Serge Antoine, Bindeshwar Pathak, Najib Saab (Liban), Women Environment Preservation Committee (WEPCO, Kathmandu), Boureima Wankoye (Niger), Annelisa Kilbourn, Salle pédagogique des zones arides (Algérie).